# The Hour of Bewilderbeast
The Hour of Bewilderbeast je první studiové album anglického hudebníka Badly Drawn Boye. Vydáno bylo v červnu roku 2000 společnostmi XL Recordings a Twisted Nerve Records a spolu s interpretem se na jeho produkci podíleli Gary Wilkinson, Joe Robinson a Ken Nelson. Umístilo se na třinácté příčce britské hitparády a získalo cenu Mercury Prize.

## Seznam skladeb
1. The Shining – 5:18
2. Everybody's Stalking – 3:39
3. Bewilder – 0:48
4. Fall in a River – 2:17
5. Camping Next to Water – 3:50
6. Stone on the Water – 3:58
7. Another Pearl – 4:27
8. Body Rap – 0:45
9. Once Around the Block – 3:44
10. This Song – 1:32
11. Bewilderbeast – 3:30
12. Magic in the Air – 3:43
13. Cause a Rockslide – 5:55
14. Pissing in the Wind – 4:19
15. Blistered Heart – 1:50
16. Disillusion – 5:19
17. Say It Again – 4:41
18. Epitaph – 3:50

## Obsazení
- Badly Drawn Boy – zpěv, kytara, klavír, baskytara, klávesy, bicí automat, tamburína, tleskání, pískání, harmonika, elektrické piano, varhany, perkuse, vibrafon, xylofon, harfa, aranžmá smyčců, zvukové efekty
- Spencer Birtwhistle – bicí
- Adrian Dacre – bicí
- Jimi Goodwin – baskytara
- Clare Hewitt – doprovodné vokály
- Sean Kelly – bicí, tleskání
- Matt McGeever – violoncello, tleskání
- Sam Morris – baskytara, klávesy, lesní roh, tleskání
- Northern New Orleans Brass Band – horny
- Ian Rainford – tleskání
- Martin Rebelski – elektrické piano, clavinet, klávesy
- Joe Robinson – programován bicích, smyčky, theremin, zvukové efekty
- Derrick Santini – tleskání
- Ian Smith – bicí, kytara, perkuse, vibrafon, tleskání
- Paul Taylor – aranžmá smyčců
- Andy Votel – programování bicích, zvukové efekty, klavír, klávesy, samply
- Matt Wardle – klavír, varhany, syntezátor, klávesy, zpěv
- Gary Wilkinson – klávesy, programování bicích, siréna, hluky
- Andy Williams – bicí
- Jez Williams – kytara
- Sophie Williams – tleskání